# الزراعة في الرأس الأخضر
لدى الزراعة في الرأس الأخضر الكثير من الإمكانات.

## المحاصيل

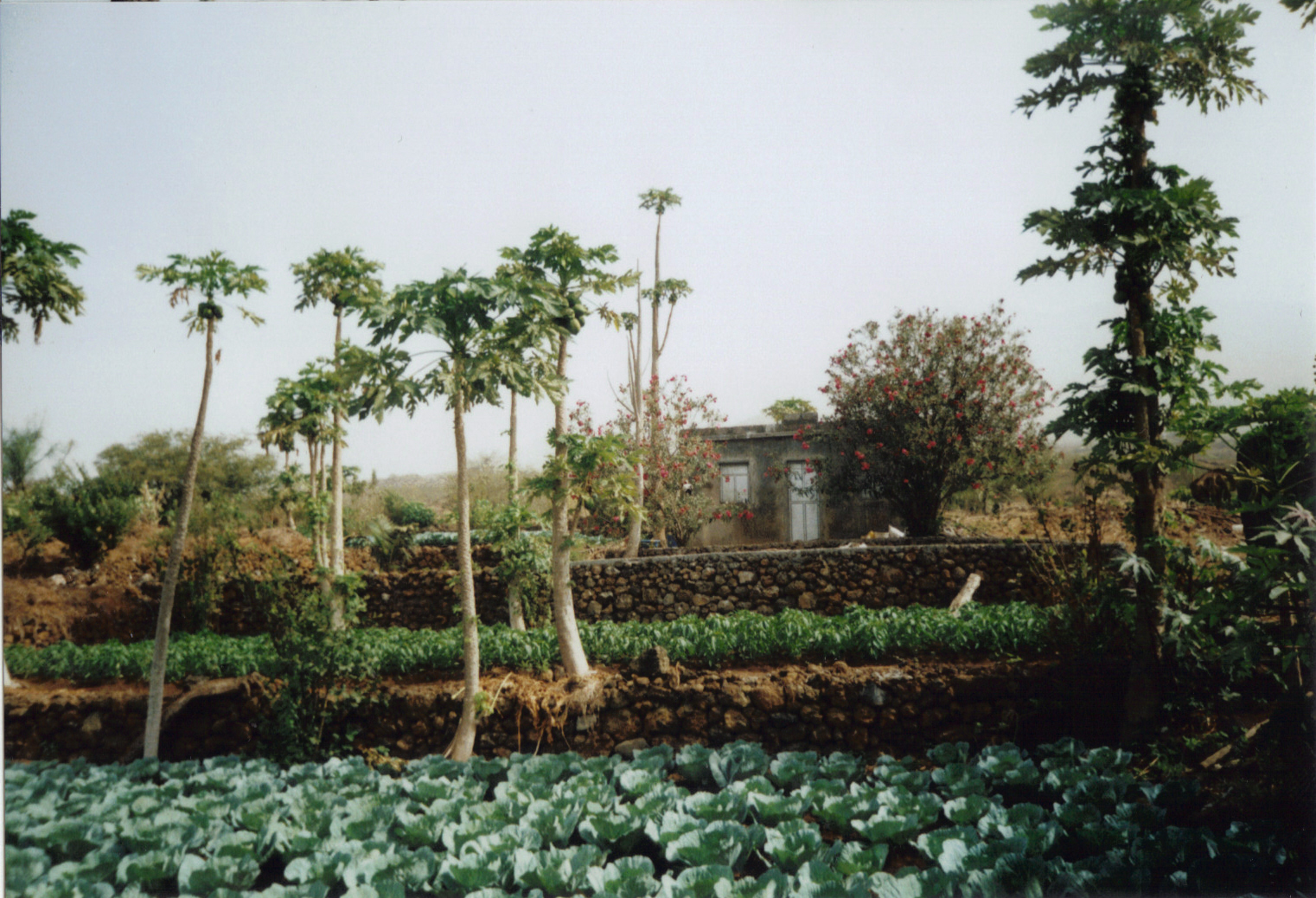
أرض في سالتو، جزيرة فوغو.

النشاط الزراعي الأكثر انتشارًا في جزر الرأس الأخضر هو البستنة للاستهلاك المحلي. تشمل المحاصيل الرئيسية الذرة والكسافا والبطاطا الحلوة والموز. فقط حوالي 11.2 في المائة من مساحة الأرض مناسبة لإنتاج المحاصيل، حيث يؤدي الجفاف المتكرر إلى تفاقم النقص المستمر في المياه. في عام 2003 كان يعمل في الزراعة حوالي 21٪ من القوة العاملة وتساهم بنسبة 15٪ في الناتج المحلي الإجمالي.
وفي عام 2004 أنتجت الرأس الأخضر 14000طن من قصب السكر، 14000 طن من الذرة، 6000 طن من الموز، 5000 طن من جوز الهند، 4500 طن من المانجو، 3000 طن من الكسافا، و3500 طن من البطاطا. فقط جزر (ساو تياغو، وساو فيسينتي، وساو نيكولاو، وفوغو، وسانتو أنتو) تتمتع بظروف مناسبة لزراعة المحاصيل النقدية. حيث يُزرع الموز وهو محصول التصدير الزراعي الوحيد تقريبًا. بينما يزرع في فوغو النبيذ والقهوة.
في عام 2008، حُصد 108 أطنان من العنب على مساحة تزيد عن 200 هكتار كما حُصد21 طناً من البن في فوغو مقارنة ب35 طناً في عام 2006 و 45 طناً في عام 2007.

## التطوير
كانت الزراعة هي محور برامج المساعدة الإنمائية منذ الستينيات ولكن التقدم كان محبطًا بسبب الجفاف والجراد والرعي الجائر وأساليب الزراعة القديمة. تتم تلبية ما يقارب من 85-90٪ من الاحتياجات الغذائية عن طريق الواردات؛ إذ بلغت قيمة الواردات الزراعية 112.8 مليون دولار في عام 2004.

## استصلاح الأرض
قام الحزب الأفريقي لاستقلال غينيا والرأس الأخضر بتأميم عدد من المزارع على نطاق واسع وبدأ ببرنامج لإصلاح الأراضي والزراعة التعاونية. وخلال فترة 1976-1980، بُنى 7200 سد لمياه الأمطار ولكن دمرت الأمطار الغزيرة في عام 1984 الكثير من هذا العمل، ولكن مع حلول عام 1986، كان بوجد 17000 سد و 25000 جدار من الحجر الاستنادي. كان هناك القليل من إعادة توزيع الأراضي على الرغم من قانون عام 1982 الذي يوزع الأراضي على مساحة خمسة هكتارات (12.5 فدان) - 1 هكتار (2.5 فدان).